# Christophe Galbraith-Clark
Christophe Galbraith-Clark – australijski zapaśnik walczący w obu stylach. Zdobył sześć medali na mistrzostwach Oceanii w latach 2015 - 2017.